# Robert J. Scherrer
Robert J. Scherrer, ameriški fizik, kozmolog in pisatelj, * 1959.

## Življenje in delo
Scherrer je redni profesor fizike in vodja Oddelka za fiziko in astronomijo na Vanderbiltovi univerzi. Do leta 2003 je bil 15 let profesor fizike na Državni univerzi Ohia. Diplomiral je iz fizike na Univerzi Princeton leta 1981. Kot Marschallov štipendist je bil med letoma 1981 in 1983 na Univerzi v Cambridgeu, nato pa je leta 1987 doktoriral iz fizike na Univerzi v Chicagu pod Turnerjevim mentorstvom. Med poučevanjem na Državni univerzi Ohia je prejel priznanje za izjemno poučevanje. Njegova poučevalska filozofija sledi iz Hipokratovega nasveta: »Kot prvo, ne škoduj.« Verjame, da večina študentov fizike pride na študij ker se jim zdi snov zanimiva, zato je naloga učitelja, da ohranja to zanimanje med podajanjem težke snovi.
Raziskuje na področju teoretične fizikalne kozmologije, vključno s fiziko zgodnjega Vesolja, temne snovi in temne energije in zgradbe Vesolja. Živi v Nashvilleu, Tennessee z ženo in petimi otroki.
Od leta 2001 je član Ameriškega fizikalnega društva. Samostojno in skupaj z Barbaro Sue Ryden, Andrewom Gouldom in Davidom Weinbergom je raziskovalno sodeloval z Naso
Napisal je več kot 110 znanstvenih člankov ter več nerecenziranih in poljudnoznanstvenih člankov. Ureja tudi svoj blog Cosmic Yarns o znanosti in znanstveni fantastiki, oziroma o vplivu prve na drugo. Objavil je več znanstvenofantastičnih kratkih zgodb v znani reviji Analog.

## Izbrana dela
- Quantum Mechanics: An Accessible Introduction, San Francisco: Addison-Wesley (2005).
- Instructor Solutions Manual for Quantum Mechanics: An Accessible Introduction, San Francisco: Addison-Wesley (2006).
- Scherrer, Robert J.; Krauss, Lawrence M. (Marec 2008), »The End of Cosmology?«, Scientific American
- Scherrer, Robert J. (30. marec 2009), Time variation of a fundamental dimensionless constant, arXiv:0903.5321
- Linder, Eric V.; Scherrer, Robert J. (22. julij 2009), »Aetherizing Lambda: Barotropic Fluids as Dark Energy«, Phys. Rev. D, 80 (023008), arXiv:0811.2797, doi:10.1103/PhysRevD.80.023008